# Casape
Casape là một đô thị ở tỉnh Roma, vùng Latium của Italia, nằm ở vị trí khoảng 30 km về phía đông của Roma. Vào thời điểm ngày 31 tháng 12 năm 2004, đô thị này có dân số 781 người và diện tích là 5,3 km².
Casape giáp các đô thị: Capranica Prenestina, Poli, San Gregorio da Sassola.